# Елизабет Баварска (1406 – 1468)
Вижте пояснителната страница за други личности с името Елизабет Баварска.
Елизабет Баварска (на немски: Elisabeth von Bayern; * 1406, † 5 март 1468) от фамилията Вителсбахи, е принцеса от Бавария-Мюнхен и чрез женитби херцогиня на Юлих-Берг и графиня на Лайнинген.

## Произход
Тя е дъщеря на херцог Ернст (1373 – 1438), херцог на Бавария-Мюнхен, и съпругата му Елизабета Висконти (1374 – 1432), дъщеря на Бернабо Висконти, владетел на Милано от род Висконти.

## Бракове
Първи брак: 14 февруари 1430 г. в Майнц с Адолф (1370 – 1437), херцог на Юлих-Берг от Дом Юлих (-Хаймбах) и граф на Равенсберг. Тя е втората му съпруга. Бракът е бездетен.
Втори брак: на 4 октомври 1440 г. във Вормс с Хесо фон Лайнинген-Дагсбург († 1467), граф на Лайнинген.